# Collegio plurinominale Puglia - 02 (Camera dei deputati 2017)
Il collegio elettorale plurinominale Puglia - 02 è stato un collegio elettorale plurinominale della Repubblica Italiana per l'elezione della Camera tra il 2017 ed il 2022.

## Territorio
Come previsto dalla legge elettorale italiana del 2017, il collegio era stato definito tramite decreto legislativo all'interno della circoscrizione Puglia.
Il collegio comprendeva la zona definita dai quattro collegi uninominali Puglia - 07 (Lecce), Puglia - 08 (Nardò), Puglia - 09 (Casarano) e Puglia - 12 (Francavilla Fontana).

## Dati elettorali

### XVIII legislatura
Come previsto dalla legge elettorale, 386 deputati erano eletti in 63 collegi plurinominali con ripartizione proporzionale a livello nazionale tra le coalizioni e le singole liste che avessero superato la soglia di sbarramento stabilita.
Nel collegio venivano eletti 13 deputati.
| Liste          | Liste                               | Proporzionale | Proporzionale | Proporzionale | Maggioritario | Maggioritario | Maggioritario |  |
| Liste          | Liste                               | Voti          | %             | Seggi         | Voti          | %             | Seggi         |  |
| -------------- | ----------------------------------- | ------------- | ------------- | ------------- | ------------- | ------------- | ------------- |  |
|                | Movimento 5 Stelle                  | 238 637       | 42,10         | 3             | 238 637       | 42,10         | 4             |  |
|                | Forza Italia                        | 97 736        | 17,24         | 2             | 191 809       | 33,84         | –             |  |
|                | Lega                                | 38 939        | 6,87          | 1             | 191 809       | 33,84         | –             |  |
|                | Noi con l'Italia – UDC              | 30 917        | 5,45          | –             | 191 809       | 33,84         | –             |  |
|                | Fratelli d'Italia                   | 24 217        | 4,27          | 1             | 191 809       | 33,84         | –             |  |
|                | Partito Democratico                 | 79 597        | 14,04         | 1             | 92 646        | 16,35         | –             |  |
|                | +Europa                             | 8 241         | 1,45          | –             | 92 646        | 16,35         | –             |  |
|                | Italia Europa Insieme               | 3 181         | 0,56          | –             | 92 646        | 16,35         | –             |  |
|                | Civica Popolare                     | 1 627         | 0,29          | –             | 92 646        | 16,35         | –             |  |
|                | Liberi e Uguali                     | 22 430        | 3,96          | 1             | 22 430        | 3,96          | –             |  |
|                | CasaPound                           | 6 515         | 1,15          | –             | 6 515         | 1,15          | –             |  |
|                | Potere al Popolo!                   | 6 368         | 1,12          | –             | 6 368         | 1,12          | –             |  |
|                | Partito Comunista                   | 2 337         | 0,41          | –             | 2 337         | 0,41          | –             |  |
|                | Il Popolo della Famiglia            | 2 180         | 0,38          | –             | 2 180         | 0,38          | –             |  |
|                | Italia agli Italiani (FN - MSFT)    | 1 706         | 0,30          | –             | 1 706         | 0,30          | –             |  |
|                | Partito Valore Umano                | 901           | 0,16          | –             | 901           | 0,16          | –             |  |
|                | 10 Volte Meglio                     | 704           | 0,12          | –             | 704           | 0,12          | –             |  |
|                | Partito Repubblicano Italiano – ALA | 536           | 0,09          | –             | 536           | 0,09          | –             |  |
| Totale         | Totale                              | 566 769       | 100           | 9             | 566 769       | 100           | 4             |  |
|                |                                     |               |               |               |               |               |               |  |
| Schede bianche | Schede bianche                      | 8 607         | 1,46          |               |               |               |               |  |
| Schede nulle   | Schede nulle                        | 13 365        | 2,27          |               |               |               |               |  |
| Votanti        | Votanti                             | 588 741       | 69,60         |               |               |               |               |  |
| Elettori       | Elettori                            | 845 920       |               |               |               |               |               |  |

## Eletti

### Eletti nei collegi uninominali
| Collegio uninominale    | Eletto | Eletto               | Partito |
| ----------------------- | ------ | -------------------- | ------- |
| 7. Lecce                |        | Michele Nitti        | M5S     |
| 8. Nardò                |        | Maria Soave Alemanno | M5S     |
| 9. Casarano             |        | Nadia Aprile         | M5S     |
| 12. Francavilla Fontana |        | Giovanni Luca Aresta | M5S     |

1. ↑  In data 21.01.2020 aderisce al gruppo misto, non iscritti; in data 06.05.2020 alla componente «Popolo Protagonista-Alternativa Popolare»; in data 23.09.2020 torna nei non iscritti; in data 10.12.2020 aderisce al gruppo Partito Democratico.
2. ↑  In data 21.07.2022 aderisce al gruppo Italia Viva - Italia C'è.
3. ↑  In data 21.01.2020 aderisce al gruppo misto, non iscritti.
4. ↑  In data 21.06.2022 aderisce al gruppo Insieme per il futuro.

### Eletti nei collegi plurinominali
| Movimento 5 Stelle                                 | Forza Italia            | Partito Democratico | Lega          | Fratelli d'Italia | Liberi e Uguali |
| -------------------------------------------------- | ----------------------- | ------------------- | ------------- | ----------------- | --------------- |
|                                                    |                         |                     |               |                   |                 |
| Diego De Lorenzis Veronica Giannone Leonardo Donno | Elvira Savino Elio Vito | Francesco Boccia    | Rossano Sasso | Marcello Gemmato  | Rossella Muroni |

1. ↑  In data 01.07.2019 aderisce al gruppo misto, non iscritti; in data 15.07.2020 alla componente «Noi con l'Italia-USEI-Cambiamo!-Alleanza di Centro»; in data 20.01.2021 a Forza Italia.
2. ↑  Dimissionario in data 13.07.2022; subentra lo stesso giorno Michaela Di Donna che in data 16.07.2022 aderisce al gruppo misto, non iscritti.
3. ↑  In data 03.03.2021 aderisce al gruppo misto, non iscritti; in data 10.03.2021 alla componente «Facciamo Eco-Federazione dei Verdi»; in data 29.07.2021 torna nei non iscritti; in data 01.08.2021 aderisce alla componente «MAIE-PSI-Facciamoeco».